# David Alan Grier
David Alan Grier (30 de juny de 1956, Detroit, Estats Units) és un actor i còmic dels Estats Units.

## Primers anys
Fill d'Aretas Ruth i William Henry Grier, psiquiatra i escriptor, coautor del llibre Black Rage. Va graduar-se a Detroit a l'escola secundària, al Cass Tech, i obtingué un batxillerat d'arts a la Universitat de Michigan i un màster a l'escola d'art dramàtic de Yale.

## Filmografia
- 1983: Streamers: Roger
- 1984: A Soldier's Story: el caporal Cobb
- 1985: Beer: Elliott Morrison
- 1987: From the Hip: Steve Hadley
- 1987: Cheeseburger film sandwich: Don 'No Soul' Simmons (segment "Blacks Without Soul")
- 1988: Off Limits: Rogers
- 1988: Lui et moi: Peter Conklin
- 1988: I'm Gonna Git You Sucka: Newsman
- 1990: Loose Cannons: Drummond
- 1990: Almost an Angel: l'inspector Bill
- 1992: Boomerang: Gerard Jackson
- 1994: In the Army Now: Fred Ostroff
- 1994: Blankman: Kevin Walker
- 1995: Goldilocks and the Three Bears: Spike
- 1995: Tales from the Hood: Carl
- 1995: Jumanji: Carl Bentley
- 1997: Les Rapaces: l'inspector Augustus
- 1997: McHale's Navy: Charles T. Parker
- 1999: Freeway II: Confessions of a Trickbaby: M. Butz
- 1999: Stuart Little: veu de Red
- 2000: 3 Strikes: l'inspector Jenkins
- 2000: Return to Me: Charlie Johnson
- 2000: Les aventures de Rocky i Bullwinkle: Measures
- 2001: 15 Minutes: el lladre de Central Park
- 2003: How to Get the Man's Foot Outta Your Ass: Clyde Houston
- 2003: Tiny Tiptoes : Jerry Robin Jr.
- 2004: The Woodsman : Bob
- 2005: Embruixada: Jim Fields
- 2006: Little Man: Jimmy
- 2008: The Poker House: Stymie
- 2008: An American Carol: Rastus Malone
- 2009: Dance Flick: Sugar Bear
- 2010: Something Like a Business: 3D
- 2015: Road Hard: Michael Gerad